# Winston Churchill (1940-2010)
Winston Spencer-Churchill, geralmente conhecido como Winston Churchill (10 de outubro de 1940 — 2 de março de 2010), foi um político britânico do Partido Conservador e neto do ex-primeiro-ministro Sir Winston Churchill, sendo filho de Randolph Churchill.